# Kanton Saint-Doulchard
Saint-Doulchard is een kanton van het Franse departement Cher. Het kanton maakt deel uit van het arrondissement Bourges.

## Gemeenten
Het kanton Saint-Doulchard omvat de volgende gemeenten:
- La Chapelle-Saint-Ursin
- Marmagne
- Saint-Doulchard (hoofdplaats)

Bij de herindeling van de kantons door het decreet van 21 februari 2014 werd de samenstelling van het kanton niet gewijzigd.